# Shen Yang
Shen Yang, chiń. 沈阳 (ur. 23 stycznia 1989 w Nankin w prowincji Jiangsu) – chińska szachistka, arcymistrzyni od 2006, posiadaczka męskiego tytułu mistrza międzynarodowego od 2013 roku.

## Kariera szachowa
Jest dwukrotną mistrzynią świata juniorek, w kategorii do 12 lat (Oropesa del Mar 2001) oraz do 20 lat (Erywań 2006). W latach 2006 (w Jekaterynburgu) i 2008 (w Nalczyku) uczestniczyła w pucharowych turniejach o mistrzostwo świata, za pierwszym razem odpadając w I rundzie (po porażce z Natalią Żukową), natomiast za drugim awansując do najlepszej ósemki świata (w pierwszych trzech rundach wyeliminowała Ketino Kachiani-Gersinską, Zhao Xue i Nadjeżdę Kosincewą, by w IV przegrać z Humpy Koneru).
Wielokrotnie reprezentowała Chiny w turniejach drużynowych, m.in.:
- dwukrotnie na olimpiadach szachowych (w latach 2006, 2008); medalistka: wspólnie z drużyną – brązowa (2006)[3],
- pięciokrotnie na drużynowych mistrzostwach świata (w latach 2005, 2007, 2009, 2013, 2015); czterokrotna medalistka: wspólnie z drużyną – dwukrotnie złota (2007, 2009) i srebrna (2013) oraz indywidualnie – srebrna (2007 – na IV szachownicy)[4][5],
- dwukrotnie na drużynowych mistrzostwach Azji (w latach 2008, 2012); czterokrotna medalistka: wspólnie z drużyną – dwukrotnie złota (2008, 2012) oraz indywidualnie – dwukrotnie złota (2008 – na III szachownicy, 2012 – na III szachownicy)[6],
- na halowych igrzyskach azjatyckich (w roku 2009); medalistka: wspólnie z drużyną – złota (2009)[7].

Normy na tytuł arcymistrzyni wypełniła w Lanzhou (2004, mistrzostwa Chin, dz. III m. za Wang Pin i Qin Kanying), Pekinie (2005, turniej strefowy, dz. II m. za Hou Yifan, wspólnie z Zhao Xue i Qin Kanying) oraz w Moskwie (2006, turniej Aerofłot Open–A2).
Do innych jej indywidualnych sukcesów należą m.in. dz. IV-V m. w Kalkucie (2003, mistrzostwa Azji, za Humpy Koneru, Hoàng Thanh Trang i Hariką Dronavalli, wspólnie z Xu Yuanyuan i Lê Kiều Thiên Kim) oraz III m. w Chongqing (2007) i III m. w Pekinie (2008, oba turnieje o mistrzostwo Chin, w obu za Hou Yifan i Zhao Xue). W 2009 r. zdobyła złoty medal w finale indywidualnych mistrzostw kraju.
Najwyższy ranking w dotychczasowej karierze osiągnęła 1 października 2006 r., z wynikiem 2468 punktów zajmowała wówczas 18. miejsce na światowej liście FIDE.